# Sergueï Chnourov
Sergueï Vladimirovitch  Chnourov (en russe : Серге́й Влади́мирович Шну́ров ; né le 13 avril 1973 à Léningrad) est un acteur, musicien russe et auteur de chansons, plus connu sous le surnom de Chnour (littéralement corde), dans son groupe de ska-punk « Léningrad » qu'il a formé en 1997. Le groupe s'est séparé entre 2008 et 2010, à l'époque où Chnour a formé le groupe « Rouble » avec d'anciens membres de Léningrad.
Trois chansons de Chnour sont jouées dans le film Tout est illuminé, la bande Звезда рок-н-ролла (star du Rock-n-Roll), Дикий мужчина (L'Homme sauvage), et Маленький мальчик  (Le Petit garçon). Chnourov a aussi composé la musique d'autres films, dont un film culte en Russie, Boumer et sa suite. Il présente en 2010 sur la chaîne télévisée STS avec Boris Kortchevnikov plusieurs émissions sur L'Histoire du rock russe.
Le critique d'art Artiom Rodnariov pense que le public principal de Chnourov est composé de petits salariés qui ont besoin de quelqu'un pour canaliser leur agressivité. La plupart des chansons de Chnour utilisent à outrance des mots obscènes et ont une composition très simple, remplissant ainsi cette fonction. En 2016, Chnourov remporte le plus de revenus de tous les chanteurs de Russie ($11 millions). En 2017, il paraît dans l'édition russe de Forbes.
Après l'invasion de l'Ukraine par la Russie en 2022, il apparaît dans une vidéo sur YouTube suggérant qu'être russe aujourd'hui, c'est être comme un juif autrefois en 1944. Il n'est pas clair de comprendre si ce texte est une critique ironique ou un soutien aux Russes habitant en Occident en proie aux discriminations anti-russes.  